# Remo Staubli
Pour les articles homonymes, voir Staubli.
Remo Staubli est un footballeur suisse né le 7 octobre 1988 à New York. Il joue au poste de latéral droit.

## Biographie
Formé au FC Zurich, il remporte le titre de champion de Suisse en 2007.
Il joue par la suite au FC Schaffhausen puis au FC Lugano, en Challenge League (D2).

## Carrière
- 2005-2009 : FC Zurich ( Suisse)
- 2009-2010 : FC Schaffhausen ( Suisse)
- 2010- : FC Lugano ( Suisse)[1]

## Palmarès
- Champion de Suisse en 2007 avec le FC Zurich